# 白云腾
白云腾（1943年8月—），陕西米脂人；中华人民共和国政治人物、书法家。现任陕西省工艺美术协会名誉会长，陕西书画院名誉院长。曾任第十届陕西省人大常委会副主任，中共陕西省委常委、兼省委秘书长。

## 仕途经历
白云腾自陕西师范大学中文系毕业。曾长期在延安、汉中两地工作；历任安塞县委办公室干事、副主任、主任，延安地区委员会办公室干事、科长，地委副秘书长；1990年12月，转任中共汉中地委副书记；1994年10月，任汉中行署专员。1996年2月，经国务院批准，撤销汉中地区，设立省辖市，白云腾出任首任地级汉中市市长；当年10月，升任市委书记。
1998年2月，白云腾出任中共陕西省委秘书长；同年5月，当选省委常委；2002年1月，出任陕西省人大常委会副主任；2008年，届满退休。

## 著作
白云腾的书法以楷书奠基，以行书、草书见长。其作品被毛主席纪念堂、中国美术馆、陕西省美术馆等单位收藏或勒石。
出版有《白云腾书法》专辑。